# Woodsia
Genre
Le genre Woodsia regroupe des espèces de fougères de la famille des Woodsiaceae. Il doit son nom au botaniste Joseph Woods (1776-1864).

## Principales espèces
- Woodsia alpina (Bolton) S. F. Gray
- Woodsia appalachiana T. M. C. Taylor
- Woodsia cochisensis Windham
- Woodsia glabella R. Br. ex Richards.
- Woodsia ilvensis (L.) R. Br.
- Woodsia indusiosa H. Christ
- Woodsia mexicana Fée
- Woodsia neomexicana Windham
- Woodsia obtusa (Spreng.) Torr.
- Woodsia oregana D. C. Eat.
- Woodsia phillipsii Windham
- Woodsia plummerae Lemmon
- Woodsia scopulina D. C. Eat.

## Liste d'espèces
Selon NCBI (16 févr. 2011) :
- Woodsia glabella
- Woodsia ilvensis
- Woodsia intermedia
- Woodsia macrochlaena
- Woodsia manchuriensis
- Woodsia obtusa
- Woodsia polystichoides
- Woodsia subcordata